# 行政庁ノ違法処分ニ関スル行政裁判ノ件
行政庁ノ違法処分ニ関スル行政裁判ノ件（ぎょうせいちょうのいほうしょぶんにかんするぎょうせいさいばんのけん、明治23年法律第106号）は、行政庁の違法処分によって権利を毀損された者が行政裁判所に対して出訴する場合の要件について規定した日本の法律。1890年（明治23年）10月9日成立、同月10日公布。
本法は、裁判所法施行法（昭和22年法律第60号）1条の規定によって、裁判所法施行の日から廃止された。

## 概要
法律又は勅令に別段の規定があるものを除くほか、次に掲げる事件について、行政庁の違法処分によって権利を毀損されたとする者は、行政裁判所に対して出訴することができる。
1. 海関税を除くほか、租税及び手数料の賦課に関する事件
2. 租税滞納処分に関する事件
3. 営業免許の拒否又は取消しに関する事件
4. 水利及び土木に関する事件
5. 土地の官民有区分の査定に関する事件